# Bruce Willis
Walter Bruce Willis (Idar-Oberstein, Njemačka, 19. ožujka 1955.), američki je glumac i pjevač. Pod svjetlima reflektora se pojavio krajem osamdesetih kao holivudski glavni, ali i sporedni glumac, osobito poznat po ulozi Johna McClanea u serijalu Umri muški. Willis je bio u braku s Demi Moore, a prije razvoda 2000. su dobili tri kćeri. Objavio je nekoliko albuma te se pojavio u nekoliko televizijskih serija. Nastupio je u preko šezdeset filmova, uključujući Pakleni šund, Sin City, Neslomljivi, Armageddon i Šesto čulo.
Filmovi u kojima je nastupio zaradili su između 2,55 i 3,04 milijardi dolara samo na sjevernoameričkim box officeima, što ga uvrštava na šesto mjesto najuspješnijih glavnih glumaca, odnosno na osmo uključujući sporedne uloge. Tijekom karijere je osvojio mnoga priznanja te javno izrazio potporu vojnim snagama Sjedinjenih Država.

## Rani život
Willis je rođen u Idar-Obersteinu u Njemačkoj u obitelji Njemice Marlene, koja je radila u banci, i Davida Willisa, američkog vojnika. Willis je bio najstarije od četvero djece (Florence, David i Robert). Nakon što je otpušten iz vojske 1957., Willisov otac je preselio obitelj u Penns Grove u New Jersey, gdje je radio kao varilac i tvornički radnik. Roditelji su mu se rastali 1972. dok je Willis bio u pubertetu. Uvijek se izdvajao od vršnjaka, iako je mucao tijekom djetinjstva. Pohađao je Penns Grove High School u svojem rodnom gradu. Kako se mogao bolje izraziti na pozornici gdje je prestao mucati, Willis je počeo nastupati u kazalištu, a u srednjoj školi je nastupao u dramskoj sekciji te bio predsjednik učeničkog vijeća.
Po završetku srednje škole, počeo je raditi kao zaštitar, a kasnije i kao prijevoznik za tvornicu u Deepwateru, New Jersey. Dao je otkaz nakon što mu je kolega ubijen na poslu te postao poznat po kafićima. Naučio je svirati harmoniku i pridružio se R&B sastavu zvanom Loose Goose. Nakon neuspješnog pokušaja da postane privatni istražitelj (uloga koju će igrati u televizijskoj seriji Slučajni partneri kao i u filmu iz 1991., Prljavi igraju prljavo), Willis se vratio glumi. Upisao se u dramski program na Sveučilištu Monteclair State, gdje je dobio u ulogu u produkciji Mačke na vrućem limenom krovu. Napustio je školu na prvoj godini i preselio se u New York.
Willis se vratio u kafiće, no ovaj put u potrazi za honorarnim poslom. Nakon bezbroj audicija, ostvario je debi u broadwayskoj produkciji Neba i zemlje. Nakon toga se pojavio u produkciji Fool For Love, televizijskoj seriji Poroci Miamija i reklami za Levis'.

## Karijera
Willis je napustio New York i zaputio se u Kaliforniju kako bi nastupio na nekoliko audicija za razne televizijske serije. Prijavio se za seriju Slučajni partneri (1985.-'89.) i u konkurenciji tri tisuće drugih glumaca dobio ulogu Davida Addisona Jr. Glavna uloga pomogla mu je da stekne status komičara, a serija se snimala pet sezona. Na vrhuncu popularnosti serije, proizvođač napitaka Seagram je unajmio Willisa kao promotora njihovih proizvoda Golden Wine Cooler; u dvije godine su mu isplatili između pet i sedam milijuna dolara. Unatoč tome, Willis je odlučio da neće obnavljati ugovor nakon što je 1988. odlučio da više neće konzumirati alkohol. Jedna od njegovih prvih većih uloga bila je u filmu Blakea Edwardsa iz 1987., Spoj na slijepo zajedno s Kim Basinger i Johnom Laroquetteom. No, tada ga je neočekivani preokret u obliku filma Umri muški lansirao u zvijezde. Izveo je većinu vratolomija u filmu, a film je zaradio 138,708,852 dolara. Kako je polučio veliki komercijalni uspjeh, kasnije su snimljena tri nastavka. Osim toga, posudio je glas bebi koja govori u filmu Gle tko to govori i njegovom nastavku.
Krajem osamdesetih, Willis je ostvario osrednji uspjeh kao pjevač, snimivši pop-blues album nazvan The Return of Bruno, koji je uključivao hit singl "Respect Yourself". Kako snimanja nisu bila uspješna, Willis se nekoliko puta vraćao u studio za snimanje. Početkom devedesetih, karijera mu je krenula nizbrdo nakon nastupa u nekoliko promašaja kao što su, između ostalih, Vatromet taštine, Smrtonosna zona i film u kojem je bio jedan od scenarista, Hudson Hawk. Nastupio je u glavnoj ulozi u seksualnom trileru Boja noći (1994.) za koji kritika nije imala riječi hvale, dok je ipak postao popularan na videu. No, novi poticaj njegovoj karijeri dala je sporedna uloga u Paklenom šundu Quentina Tarantina. 1996. je bio izvršni producent crtića Bruno the Kid u kojem se pojavila njegova digitalizirana verzija. Osim toga, pojavio se u glavnim ulogama u Dvanaest majmuna i Petom elementu. No, krajem devedesetih, karijera mu je opet pošla krivim smjerom nakon nastupa u Šakalu, Opasnoj šifri i Doručku šampiona. Međutim, sve je nadomjestio hit Michaela Baya Armageddon, najuspješniji film 1998. Iste godine se u PlayStation igri Apocalypse pojavio njegov glas i lik.
1999. je nastupio u Šestom čulu M. Nighta Shyamalana. Film je ostvario i kritički i komercijalni uspjeh te pomogao u podizanju zanimanja za njegovu karijeru. Jednom se morao pojaviti u Prijateljima bez honorara jer je izgubio okladu od Matthewa Perryja, kolege iz filmova Ubojica mekog srca i Povratak ubojice mekog srca. 2000. je za svoj nastup u Prijateljima osvojio Emmy za najboljeg gostujućeg glumca u humorističnoj seriji (glumio je oca mnogo mlađe djevojke Rossa Gellera). Willis je dobio ulogu Terryja Benedicta u Oceanovih jedanaest (2001.), ali je odustao zbog rada na novom albumu. U Oceanovih dvanaest (2003.) se pojavio u cameo ulozi kao on sam. Nedavno je nastupio u Planetu terora, polovici Grindhousea kao zlikovac, vojnik mutant. Bila je to njegova druga suradnja s Robertom Rodriguezom nakon Sin Cityja.

## Privatni život
Na premijeri filma Zasjeda, Willis je upoznao glumicu Demi Moore koja je bila u vezi s Emiliom Estevezom. Vjenčali su se 21. studenog 1987. i dobili tri kćeri (Rumer Glenn Willis (rođena 1988.), Scout LaRue Willis (1991.) i Tallulah Belle Willis (1994.). Razveli su se 18. listopada 2000. Nisu se javno očitovali o razlozima rastanka. Willis je rekao "Osjećao sam da sam podbacio kao otac i muž time što nisam uspio učiniti sve da brak funkcionira" i zahvalio Willu Smithu za pomoć da prebrodi razvod. Willis i Moore trenutno dijele skrbništvo nad tri kćeri koje su dobili tijekom trinaestogodišnjeg braka. Od prekida su se javile glasine kako će se par ponovno vjenčati, ali Moore se kasnije udala za mlađeg glumca Ashtona Kutchera. Willis je ostao u dobrim odnosima i s Moore i s Kutcherom te čak prisustvovao njihovu vjenčanju. Od razvoda je bio u vezi s modelima Mariom Bravo Rosado i Emily Sandberg, a bio je povezivan i s Brooke Burns, sve dok nisu prekinuli 2004. nakon deset mjeseci.
Willis je u jednom trenutku bio luteran, ali sudeći prema izjavi iz srpnja 1998. za časopis George, više ne prakticira vjeru:
Organizirane religije su općenito, po mom mišljenju, vrste pred nestankom. One su bile vrlo važne kad nismo znali zašto se sunce miče, zašto se vrijeme mijenja, zašto se pojavljuju uragani ili vulkani. Moderna religija je kraj moderne mitologije. Ali ima još ljudi koji Bibliju interpretiraju doslovno. Doslovno! Mislim da to nije pravi način. I to čini Ameriku super, znate?"
Willis posjeduje vlastitu filmsku produkcijsku kompaniju zvanu Cheyenne Enterprises koju je 2000. osnovao sa svojim poslovnim partnerom Arnoldom Rifkinom.

### Politički pogledi
Willis je 2007. izjavio kako ne podržava Rat u Iraku, ali da voli "podržati mlade muškarce i žene koji su tamo i sudjeluju u ratu". Podržao je svakog republikanskog predsjedničkog kandidata osim Boba Dolea 1996. jer je Dole kritizirao Moore zbog njene uloge u filmu Striptiz. 2000. je pozvan da održi govor na Nacionalnoj republikanskoj konvenciji, a i dalje javno podržava pravo na posjedovanje oružja. Kritizirao je religijsko pravo i njegov utjecaj na republikansku stranku. U veljači 2006. se pojavio na Manhattanu kako bi promovirao film 16 blokova. Jedan novinar je pokušao upitati Willisa što misli o trenutnim događajima, ali ga je glumac prekinuo u pola rečenice:
"Dosta mi je odgovoranja na ovo jebeno pitanje. Ja sam republikanac tek toliko što želim manju vladu i njeno upletanje. Želim ih zaustaviti u tome da seru po mojem i tvojem novcu i novcu od poreza od kojeg dajemo 50 posto... svake godine. Želim da budu fiskalno odgovorni i želim da ti prokleti lobisti napuste Washington. Neka učine to i reći ću ja sam republikanac... Mrzim vladu, OK? Ja sam apolitičan. Zapiši to. Ja nisam republikanac."
U nekoliko intervjua iz lipnja 2007. je izjavio kako je zadržao neke republikanske vrijednosti, ali je trenutno neovisan. U intervjuu za lipanjsko izdanje Vanity Faira, Willis je rekao kako sumnja kako je Lee Harvey Oswald sam ubio Johna Kennedyja te izrazio uvjerenje kako su neki ljudi povezani s atentatom i danas moćni.
2006. je predložio kako bi SAD trebao izvesti invaziju na Kolumbiju kako bi se spriječila trgovina drogom. U nekoliko intervjua za USA Weekend, Willis je rekao kako podržava velike plaće nastavnicima, te kako je razočaran američkim sustavom posvajanja i odnosom prema Indijancima. Dodao je kako podržava pravo na posjedovanje oružja:
"Svatko ima pravo nositi oružje. Ako oduzmete oružje legalnim vlasnicima, tada su samo ljudi koji imaju oružje negativci. Čak će i pacifist postati nasilan ako ga netko pokuša ubiti. Borio bi se za svoj život."

### Zanimanje za vojsku
Tijekom svoje filmske karijere, Willis je tumačio nekoliko vojnih ličnosti u filmovima kao što su Opsadno stanje, Hartov rat, Suze boga sunca i Grindhouse. Odrastavši u vojnoj obitelji, Willis je javno podržavao američke oružane snage. 2003. je posjetio Irak u sklopu turneje United Service Organization, pjevajući s vojnicima sa svojim bendom, The Accelerators. Neki vojni izvori sugeriraju kako se Willis pokušao unovačiti u vojsku kako bi se borio u Drugom iračkom ratu, ali je odbijen zbog dobi. Vjerovalo se da je ponudio milijun dolara bilo kojem civilu koji pronađe terorističke vođe Osamu bin Ladena, Aymana al-Zawahirija ili Abu Musab al-Zarqawija; međutim, u lipanjskom izdanju Vanity Faira iz 2007. je izjavio kako je izjava bila hipotetska te nije trebala biti shvaćena doslovno. Willis je kritizirao i medije zbog praćenja rata, prigovarajući kako se tisak fokusira na negativne aspekte rata:
"Otišao sam u Irak zbog onoga što sam vidio kad sam bio tamo s vojnicima - većinom mladi klinci - pomažu ljudima u Iraku; pomažu im da ponovno dobiju struju, pomažu im da otvore bolnice, pomažu im da dobiju vodu, ali to ne čujete na vijestima. Čujete, 'X ljudi je ubijeno danas,' što je, mislim, loša usluga. To je kao pljuvanje na te mlade muškarce i žene koji se tamo bore da pomognu toj zemlji."
Willis je izjavio kako želi "snimiti pro-ratni film u kojem će američki vojnici bii prikazani kao hrabri ratnici za slobodu i demokraciju." Film će pratiti članove 24. pješadijske postrojbe koja je provela dosta vremena boreći se u Mosulu, za što su primili mnoga odličja. Film bi se temeljio na zapisima blogera Michaela Yona, bivšeg člana američkih specijalnih postrojbi. Willis je opisao radnju filma kao "momci koji čine to što čine za vrlo malo novca kako bi obranili i borili se za ono što smatraju slobodom."

## Filmografija

### Film
| Godina | Film                            | Uloga                                           | Bilješke                                                                                                 |
| ------ | ------------------------------- | ----------------------------------------------- | --- |
| 1980.  | Prvi smrtni grijeh              | Čovjek koji dolazi na večeru dok Delaney odlazi | Statist                                                                                                  |
| 1982.  | Presuda                         | Promatrač u sudnici                             | Statist                                                                                                  |
| 1985.  | A Guru Comes                    | Nepoznata uloga                                 | Statist                                                                                                  |
| 1987.  | Spoj na slijepo                 | Walter Davis                                    | |
| 1988.  | Brunin povratak                 | Bruno Radolini                                  | |
| 1988.  | Sunset                          | Tom Mix                                         | |
| 1988.  | Umri muški                      | John McClane                                    | Honorar $5,000,000                                                                                       |
| 1989.  | That's Adequate                 | On sam                                          | Cameo |
| 1989.  | In Country                      | Emmett Smith                                    | |
| 1989.  | Gle tko to govori               | Mikey                                           | Glas |
| 1990.  | Umri muški 2                    | John McClane                                    | Honorar $7,500,000                                                                                       |
| 1990.  | Gle tko to govori 2             | Mikey                                           | Glas |
| 1990.  | Vatromet taštine                | Peter Fallow                                    | Honorar $5,000,000                                                                                       |
| 1991.  | Ubojite misli                   | James Urbanski                                  | |
| 1991.  | Hudson Hawk                     | Eddie 'Hudson Hawk' Hawkins                     | |
| 1991.  | Billy Bathgate                  | Bo Weinberg                                     | |
| 1991.  | Prljavi igraju prljavo          | Joseph Cornelius 'Joe' Hallenbeck               | |
| 1992.  | Igrač                           | On sam                                          | Cameo |
| 1992.  | Smrt joj dobro pristaje         | Dr. Ernest Menville                             | |
| 1993.  | Besmrtno oružje                 | John McClane                                    | Cameo |
| 1993.  | Smrtonosna zona                 | Tom Hardy                                       | |
| 1994.  | Sjever                          | Pripovjedač                                     | |
| 1994.  | Boja noći                       | Dr. Bill Capa                                   | |
| 1994.  | Pakleni šund                    | Butch Coolidge                                  | Honorar $1,685 tjedno i postotak od profita od 200 milijuna dolara                                       |
| 1994.  | Ničija budala                   | Carl Roebuck                                    | |
| 1995.  | Umri muški 3                    | John McClane                                    | |
| 1995.  | Četiri sobe                     | Leo                                             | Nepotpisan                                                                                               |
| 1995.  | Dvanaest majmuna                | James Cole                                      | |
| 1996.  | Posljedni preživjeli            | John Smith                                      | |
| 1996.  | Beavis and Butt-head Do America | Muddy Grimes                                    | Glas |
| 1997.  | Peti element                    | Korben Dallas                                   | |
| 1997.  | Šakal                           | Šakal                                           | |
| 1998.  | Opasna šifra                    | Art Jeffries                                    | |
| 1998.  | Armageddon                      | Harry S. Stamper                                | Honorar $20,000,000 plus postotak od profita                                                             |
| 1998.  | Opsadno stanje                  | General bojnik William Devereaux                | Honorar $5,000,000                                                                                       |
| 1998.  | Apocalypse                      | Trey Kincaid                                    | Glas i lik u videoigri                                                                                   |
| 1999.  | Franky Goes to Hollywood        | On sam                                          | Kratki film                                                                                              |
| 1999.  | Doručak šampiona                | Dwayne Hoover                                   | |
| 1999.  | Šesto čulo                      | Dr. Malcolm Crowe                               | Plaća $100,000,000 (uključujući honorar, zaradu i prihod od videa); najveća zarada jednog glumca do tada |
| 1999.  | Priča o nama                    | Ben Jordan                                      | |
| 2000.  | Ubojica mekog srca              | Jimmy 'The Tulip' Tudeski                       | |
| 2000.  | Odrastanje                      | Russell Duritz                                  | Honorar $20,000,000                                                                                      |
| 2000.  | Neslomljivi                     | David Dunn                                      | Honorar $20,000,000                                                                                      |
| 2001.  | Banditi                         | Joe Blake                                       | |
| 2002.  | Hartov rat                      | Pukovnik William A. McNamara                    | Honorar $22,500,000                                                                                      |
| 2002.  | Grand Champion                  |                                                 | Cameo |
| 2003.  | Suze boga sunca                 | Poručnik A. K. Waters                           | |
| 2003.  | Rugratovi u divljini            | Spike                                           | Glas |
| 2003.  | Charliejevi anđeli              | William Rose Bailey                             | Cameo |
| 2004.  | Povratak ubojice mekog srca     | Jimmy 'The Tulip' Tudeski                       | |
| 2004.  | Oceanovih dvanaest              | On sam                                          | Cameo |
| 2005.  | Talac                           | Jeff Talley                                     | Honorar $25,000,000, koproducent                                                                         |
| 2005.  | Sin City                        | John Hartigan                                   | Honorar $5,000,000                                                                                       |
| 2006.  | Alpha Dog                       | Sonny Truelove                                  | |
| 2006.  | 16 blokova                      | Jack Mosley                                     | Producent, honorar $20,000,000                                                                           |
| 2006.  | Fast food nacija                | Harry Rydell                                    | |
| 2006.  | Opaki igrači                    | Mr. Goodkat                                     | Honorar $7,000,000                                                                                       |
| 2006.  | Preko ograde                    | RJ                                              | Glas; honorar $10,000,000                                                                                |
| 2007.  | Astronaut Farmer                | Pukovnik                                        | Nepotpisan                                                                                               |
| 2007.  | Savršeni stranac                | Harrison Hill                                   | Honorar $15,000,000                                                                                      |
| 2007.  | Planet terora                   | Poručnik Muldoon                                | Honorar $1,000,000                                                                                       |
| 2007.  | Nancy Drew                      | On sam                                          | Cameo |
| 2007.  | Umri muški 4.0                  | John McClane                                    | Honorar $25,000,000+20% ukupne zarade                                                                    |
| 2008.  | Pikantne hollywoodske priče     | On sam                                          | |
| 2010.  | Plaćenici                       | Gospodin Church                                 | |

### Televizija
| Godina        | Naslov            | Uloga                | Bilješke                   |
| ------------- | ----------------- | -------------------- | -------------------------- |
| 1984.         | Poroci Miamija    | Tony Amato           | Epizoda "No Exit"          |
| 1985.         | Zona sumraka      | Peter Jay Novins     | Epizoda "Shatterday"       |
| 1985. – 1989. | Slučajni partneri | David Addison Jr.    | 67 epizoda                 |
| 1996. – 1997. | Bruno the Kid     | Bruno the Kid        | Glas                       |
| 1997.         | Lud za tobom      | Pacijent s amnezijom | Epizoda "The birth part 2" |
| 1999.         | Ally McBeal       | Dr. Nickle           | Epizoda "Love Unlimited"   |
| 2000.         | Prijatelji        | Paul Stevens         | Tri epizode                |
| 2002.         | True West         | Lee                  | Televizijski film          |
| 2005.         | Lude 70-te        | Vic                  | Epizoda "Misfire"          |

### Producent
| Godina | Naslov                                 | Bilješke             |
| ------ | -------------------------------------- | -------------------- |
| 1988.  | Sunset                                 | Ko-izvršni producent |
| 2002.  | The Crocodile Hunter: Collision Course | Producent            |
| 2007.  | The Hip Hop Project                    | Izvršni producent    |
| 2007.  | Umri muški 4.0                         | Producent            |

## Diskografija
- Return of Bruno, 1987., Razor & Tie
- If It Don't Kill You, It Just Makes You Stronger, 1989., Motown / Pgd
- Classic Bruce Willis: The Universal Masters Collection, 2001., Polygram Int'l

## Vanjske poveznice
- Bruce Willis u internetskoj bazi filmova IMDb-u (engl.)
- Intervju  Arhivirana inačica izvorne stranice od 29. srpnja 2010. (Wayback Machine) u emisiji The Tavis Smiley Show